# Iroquois Falls
Iroquois Falls är en ort i Kanada.   Den ligger i provinsen Ontario, i den sydöstra delen av landet, 500 km nordväst om huvudstaden Ottawa. Iroquois Falls ligger 280 meter över havet och antalet invånare är 4 232.
Terrängen runt Iroquois Falls är platt. Trakten runt Iroquois Falls är nära nog obefolkad, med mindre än två invånare per kvadratkilometer.. Det finns inga andra samhällen i närheten. 
I omgivningarna runt Iroquois Falls växer i huvudsak blandskog.